# Algarheim
Algarheim este o localitate din comuna Ullensaker, provincia Akershus, Norvegia, cu o suprafață de 0,26 km² și o populație de 542 locuitori (2013).